# Ekonomie hlavního proudu
Ekonomie hlavního proudu je soubor znalostí, teorií a modelů ekonomiky, tak jak jsou vyučovány univerzitami po celém světě, které jsou ekonomy obecně přijímány jako základ pro diskusi. Známá také jako ortodoxní ekonomie, stojí v kontrastu s heterodoxní ekonomií, která zahrnuje různé školy nebo přístupy, které přijímá pouze menšina ekonomů.
Do ekonomie hlavního proudu lze počítat neoklasickou ekonomii, novou klasickou makroekonomii, neoklasickou syntézu a směry soustředěné kolem keynesiánství, zejména neokeynesiánství a novou keynesiánskou ekonomii.

## Kritika a rozdíly proti heterodoxní ekonomii
Panuje shoda na tom, že v druhá polovina 20. století složila „labutí píseň“ pozitivismu v oblasti filozofie vědy. Milton Friedman a Paul Samuelson, dva z největších ekonomů a současně dva z nej-vlivnějších autorů k metodologii ekonomie 20. století, přitom tento vývoj ve filosofii vědy nikdy nereflektovali.
Například Neoklasická ekonomie i rakouská škola jsou založeny na teorii mezní užitečnosti a subjektivní teorii hodnoty, neoklasická ekonomie napomohla rozšíření matematické analýzy napříč různými ekonomickými školami a naopak rakouská škola se stala největším kritikem matematizace ekonomie.